# Elaphoglossum meladenium
Elaphoglossum meladenium är en träjonväxtart som beskrevs av John T. Mickel. Elaphoglossum meladenium ingår i släktet Elaphoglossum och familjen Dryopteridaceae. Inga underarter finns listade.